# Rue Fléchier (Nantes)
Pour les articles homonymes, voir Rue Fléchier.
La rue Fléchier est une voie de Nantes, en France.

## Situation et accès
Située dans le centre-ville de Nantes, la rue Fléchier, qui relie la rue Fénelon à la rue Fanny-Peccot, est bitumée et ouverte à la circulation automobile. Longue de 30 mètres, elle ne rencontre aucune autre voie.

## Origine du nom
La voie rend hommage à Esprit Fléchier, homme d'Église et prédicateur français, considéré comme l'un des grands orateurs du XVIIe siècle, qui vînt prêcher à Nantes en 1685.

## Historique
Cette artère fut aménagée sur le terrain du couvent des « Saintes-Claires » vers 1797, tout comme la rue Fanny-Peccot, avec laquelle elle communiquait déjà, et qui s'appelait alors « petite rue Saint-Vincent ». À sa création, la voie est baptisée « petite rue Fénelon » et son nom actuel est attribué en 1901.